# Elimination communication
Elimination Communication, även elimineringskommunikation eller babypottning, är en metod som innebär att barn från födseln får använda potta eller annan lämplig plats att göra ifrån sig som alternativ eller komplement till blöja. Tanken är att föräldern lär sig tyda barnets signaler för nödighet och då hålla det över en lämplig plats att göra ifrån sig. Detta är något som praktiseras i stora delar av världen som en del av kulturen och har studerats av bland annat Ingrid Bauer som förde in kunskapen om EC i västsamhället.